# Ribeira Grande (vattendrag)
Ribeira Grande är ett vattendrag i Kap Verde.   Det ligger i kommunen Ribeira Grande, i den nordvästra delen av landet, 300 km nordväst om huvudstaden Praia. Ribeira Grande ligger på ön Santo Antão.
Trakten runt Ribeira Grande består till största delen av jordbruksmark. Runt Ribeira Grande är det ganska tätbefolkat, med 62 invånare per kvadratkilometer.